# Resolutie 1398 Veiligheidsraad Verenigde Naties
Resolutie 1398 van de Veiligheidsraad van de Verenigde Naties werd unaniem door de VN-Veiligheidsraad aangenomen op 15 maart 2002, en verlengde de UNMEE-waarnemingsmissie in Eritrea en Ethiopië met een half jaar.

## Achtergrond
Na de Tweede Wereldoorlog werd Eritrea bij Ethiopië gevoegd als een federatie. In 1962 maakte keizer Haile Selassie er een provincie van, waarop de Eritrese Onafhankelijkheidsoorlog begon. In 1991 bereikte Eritrea na een volksraadpleging die onafhankelijkheid. Er bleef echter onenigheid over een aantal grensplaatsen. In 1998 leidde een grensincident tot een oorlog waarbij tienduizenden omkwamen. Pas in 2000 werd een akkoord bereikt en een 25 kilometer brede veiligheidszone ingesteld die door de UNMEE-vredesmacht werd bewaakt. Een gezamenlijke grenscommissie wees onder meer de stad Badme toe aan Eritrea, maar jaren later werd het gebied nog steeds door Ethiopië bezet.

## Inhoud

### Waarnemingen
Van 21 tot 25 februari was een missie van de Veiligheidsraad naar Ethiopië en Eritrea ondernomen. Die twee partijen moesten het internationaal recht naleven en de veiligheid van VN- en hulppersoneel verzekeren.
Op 12 december 2000 was een vredesakkoord getekend, het Akkoord van Algiers. Secretaris-generaal Kofi Annan en zijn speciale vertegenwoordiger hielpen met de uitvoering ervan, en ook de UNMEE-waarnemingsmissie en de OAE speelden een rol.

### Handelingen
Het mandaat van de UNMEE-missie werd verlengd tot 15 september. De missie zou worden voortgezet totdat de grenscommissie haar werk had gedaan.
Er werd snel een regeling van het grensgeschil verwacht nu beide landen de grensafbakening van de grenscommissie als definitief en bindend bestempelden. De partijen werden ook geprezen voor de vooruitgang bij de uitvoering van het vredesakkoord, waaronder het in stand houden van de Tijdelijke Veiligheidszone en medewerking aan de VN-Cartograaf aan de voorbereiding van de uitvoering van de beslissing van de grenscommissie.
Eritrea werd opnieuw opgeroepen UNMEE volledige vrijheid te verlenen om toe te zien op zijn troepen, milities en politie in de Veiligheidszone en een status of forces-akkoord te sluiten met de secretaris-generaal. Bij Ethiopië werd aangedrongen op verduidelijking van de informatie die ze verschafte over de mijnen in de Veiligheidszone.
Er was ook geen schot gekomen in de oprichting van een directe luchtbrug tussen Asmara en Addis Ababa. Ook werden de partijen opgeroepen onverwijld alle overblijvende krijgsgevangenen vrij te laten en maatregelen te nemen om vertrouwen en verzoening op te bouwen tussen de twee volkeren.

## Verwante resoluties
- Resolutie 1344 Veiligheidsraad Verenigde Naties (2001)
- Resolutie 1369 Veiligheidsraad Verenigde Naties (2001)
- Resolutie 1430 Veiligheidsraad Verenigde Naties
- Resolutie 1434 Veiligheidsraad Verenigde Naties

Lijst ·  1387 ·  1388 ·  1389 ·  1390 ·  1391 ·  1392 ·  1393 ·  1394 ·  1395 ·  1396 ·  1397 ·  1398 ·  1399 ·  1400 ·  1401 ·  1402 ·  1403 ·  1404 ·  1405 ·  1406 ·  1407 ·  1408 ·  1409 ·  1410 ·  1411 ·  1412 ·  1413 ·  1414 ·  1415 ·  1416 ·  1417 ·  1418 ·  1419 ·  1420 ·  1421 ·  1422 ·  1423 ·  1424 ·  1425 ·  1426 ·  1427 ·  1428 ·  1429 ·  1430 ·  1431 ·  1432 ·  1433 ·  1434 ·  1435 ·  1436 ·  1437 ·  1438 ·  1439 ·  1440 ·  1441 ·  1442 ·  1443 ·  1444 ·  1445 ·  1446 ·  1447 ·  1448 ·  1449 ·  1450 ·  1451 ·  1452 ·  1453 ·  1454